# Marguerite Ross Barnett

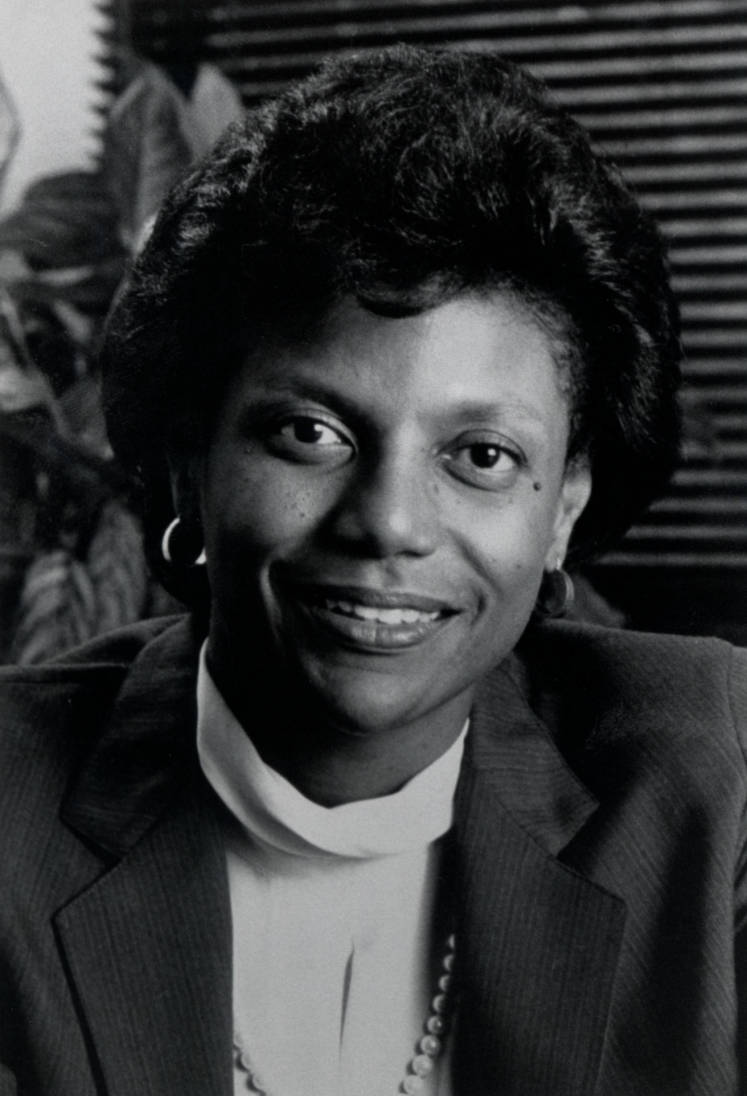
Barnett (unbekanntes Datum)

Marguerite Ross Barnett (geb. 22. Mai 1942 in Charlottesville, Virginia, Vereinigte Staaten von Amerika; gest. 26. Februar 1992 in Wailuku, Hawaii, Vereinigte Staaten von Amerika) war die achte Präsidentin der University of Houston und die erste Afroamerikanerin in einer derartigen Funktion an einer der großen Universitäten in den Vereinigten Staaten.

## Leben
Marguerite Ross Barnett kam als Tochter von Mary Douglass und Dewey Ross Barnett zur Welt. Sie wuchs in Buffalo, New York auf, wo sie 1959 ihren Abschluss an der Bennett High School erreichte. Im Jahr 1964 machte sie ihren Bachelor in Politikwissenschaft am Antioch College in Ohio. Barnetts Tätigkeit als Hochschullehrerin begann 1969 an der University of Chicago und führte ab 1970 an die Princeton University. Barnett promovierte in Politikwissenschaften 1972 an der University of Chicago, woran sich bis 1976 eine Lehrtätigkeit in Princeton anschloss. Von 1977 bis 1980 leitete sie das Seminar für Politikwissenschaften an der Howard University in Washington, D. C. Nach der Scheidung von ihrem ersten Mann, mit dem sie eine Tochter hatte, heiratete sie 1980 Walter Eugene King, einen früheren Abgeordneten im Parliament of Bermuda.
Ab 1980 übernahm Barnett eine Lehrstelle an der Columbia University in New York City. Von 1983 bis 1986 war sie Vizekanzlerin an der City University of New York. Hier spielte sie die Schlüsselrolle bei der Einführung eines Sozialprogramms, das mittellosen High-School-Absolventen den Einstieg in ein Studium und ins Berufsleben ermöglichte. Ähnliche Initiativen trieb sie auch in ihren späteren akademischen Verwendungen voran. Als nächster Karriereschritt folgte ab 1986 die Kanzlerschaft an der University of Missouri–St. Louis. Bis dahin hatte Barnett sich einen Ruf als erfolgreicher Fundraiser und pragmatische Akademikerin erworben, die Universitäten im städtischen Raum als Förderer der lokalen Wirtschaft und Löser von sozialen Problemen ansah. Laut der New York Times kann sie als repräsentativ für einen Einstellungswandel im akademischen Betrieb jener Zeit angesehen werden; die einst von ihrer sozialen Umwelt isolierten Universitäten suchten nun den Anschluss an ihre Umgebung.
Im Jahr 1990 schließlich wurde Barnett als erste Afroamerikanerin zur Präsidentin der University of Houston ernannt; sie wurde damit zur ersten schwarzen Frau in einer derartigen Funktion an einer der großen Universitäten in den Vereinigten Staaten. Sie selbst legte diesen Umstand keinen großen wert bei und wich Fragen dazu aus. Als achte Präsidentin dieser Universität hatte Barnett das Ziel, die Institution zur besten öffentlichen Universität in einer amerikanischen Metropole zu machen. Dazu stellte sie in ihrer nur kurz währenden Amtszeit zehn Angehörige von ethnischen Minderheiten als Hochschullehrer ein und schuf das Texas Center for University School Partnership („Texanisches Zentrum für die Kooperation von Schulen und Universitäten“), das die Zusammenarbeit von Bildungseinrichtungen, Wirtschaft und Lokalpolitik stärken sollte. Dem Verbund traten 37 Bildungsträger bei. Außerdem gelang es Barnett, mit 51,4 Mio. US-Dollar von Rebecca und John Moores, dem Eigentümer der San Diego Padres, die bis dahin größte Einzelspende für eine amerikanische Universität einzuwerben. Insgesamt konnten unter ihrer Präsidentschaft mehr als 150 Mio. USD für die Universität gewonnen werden.
Im November 1991 wurde Barnett wegen einer Bluterkrankung mit Hypoglykämie und metastasiertem Krebs und der damit verbundenen Behandlung beurlaubt. Sie starb am 26. Februar in Kahului auf der Insel Maui im Maui Memorial Hospital. Auf dieser Insel hatte sie mit King die Flitterwochen verbracht. Zu ihrer Würdigung richtete die Leitung der University of Houston eine Stiftung unter Barnetts Namen ein.

## Auszeichnungen und Mitgliedschaften
Barnett war bei insgesamt fünf Büchern Autorin oder Herausgeberin. Für ihr Werk The politics of cultural nationalism in South India (1976) erhielt sie eine Auszeichnung der American Political Science Association in der Kategorie „Kulturpluralismus“. Dieselbe Organisation ehrte sie 1986 für herausragende wissenschaftliche Leistungen und Verdienste um ihre Profession. Barnett war Mitglied in unterschiedlichen Vorständen und Kommissionen, unter anderem im Council on Foreign Relations, der Houston Grand Opera, dem American Council on Education und im Council on Environmental Quality, das zum Executive Office des amerikanischen Präsidenten gehört. Im Council on Environmental Quality war sie die einzige Repräsentantin von einer Universität.

## Werke
- mit Charles C. Harrington (Hrsg.): Race, Sex, and National Origin: Public Attitudes of Desegregation. AMS, New York 1985, ISBN 978-0-404-10108-4.
- mit Charles C. Harrington (Hrsg.): Readings on equal education: 1977-1979. AMS, New York 1984, OCLC 28934640
- mit James A. Hefner: Public Policy for the Black Community: Strategies and Perspectives. Alfred, New York 1976, ISBN 978-0-88284-038-3.
- The politics of cultural nationalism in South India. Princeton University Press, Princeton 1976, ISBN 978-0-691-07577-8.